# Iwan Wasiljow
Iwan Wasiljow (ur. 28 lutego 1893 w Orjachowie, zm. 6 kwietnia 1979 w Sofii) – bułgarski architekt, współpracował z Cołowem.

## Realizacje
- Cerkiew „Sweta Nedelja” w Sofii
- Biblioteka Narodowa Bułgarii